# Wildetaube
Wildetaube är en ortsteil i staden Langenwetzendorf i Landkreis Greiz i förbundslandet Thüringen i Tyskland. Wildetaube var en kommun fram till den 31 december 2013 när den uppgick i Langenwetzendorf. Wildetaube hade 669 invånare 2013.